# Protocalliphora sapphira
Protocalliphora sapphira är en tvåvingeart som först beskrevs av Hall 1948.  Protocalliphora sapphira ingår i släktet Protocalliphora och familjen spyflugor.
Artens utbredningsområde är Northwest Territories, Kanada. Inga underarter finns listade i Catalogue of Life.